# Flussgebietsgemeinschaft Elbe
La Flussgebietsgemeinschaft Elbe o la  Comunitat de la conca de l'Elba (FGG) és una associació de deu estats alemanys riberencs del riu de l'Elba o dels seus afluents: Baviera, Berlín, Brandenburg, Hamburg, Mecklemburg-Pomerània Occidental, Baixa Saxònia, Saxònia, Saxònia-Anhalt, Slesvig-Holstein i Turíngia i de l'estat federal d'Alemanya que van federar-se per aplicar la directiva europea a la part alemanya de la conca de l'Elba, el 4 de març del 2004.
L'objectiu primer de la comunitat és la renaturalització de l'Elba, dels seus afluents i del mantell freàtic fins que obtinguin la qualitat d'aigua bona el 2015. Per més, ha de coordinar les accions per protegir les terres a la vora del riu contra les inundacions. Aquesta tasca és ambiciosa, i segons un informe del 2009 quedaven molts d'obstacles, com l'absència d'un pas de peix efectiu a Geesthacht.
Per a millorar l'eficàcia de les accions, el projecte va subdividir-se en cinc zones segons una lògica hidrogràfica, com que les conques de l'Elba i dels seus principals afluents no corresponen gaire a les fronteres administratives. De la frontera amb Txèquia fins a la boca al mar del Nord són:
1. Conques de l'Elba superior, del Mulde i del Schwarze Elster
2. Conca del Saale
3. Conques de l'Elba mitjana i de l'Elde
4. Conca del Havel
5. Elba marítima: el tram sotmès al moviment de la marea fins a Geesthacht i l'estuari al mar del Nord